# Ferdinand Auguste Pont
Ferdinand Auguste Pont (25 janvier 1865-26 septembre 1926) est un général de division français dont le nom est associé à la Première Guerre mondiale.

## Biographie
- 1882 : élève au Prytanée National Militaire, dans la classe de Taupe Brutionne
- 1883 : élève de Polytechnique - arme : artillerie

### Grades
- 01/10/1885 : sous-lieutenant
- 02/10/1893 : capitaine
- 24/03/1912 : lieutenant-colonel
- 01/11/1914 : colonel
- 12/10/1915 : général de brigade à titre temporaire
- 28/09/1916 : général de brigade
- 16/12/1916 : général de division à titre temporaire
- 21/09/1918 : général de division

### Distinctions
- Légion d'honneur
  - chevalier le 12 juillet 1905
  - officier le 10 avril 1915
  - commandeur le 17 janvier 1920[1]
- Croix de guerre 1914-1918
- Médaille interalliée 1914-1918
- Médaille commémorative de la Grande Guerre
- Distinguished Service Medal ( États-Unis)

### Postes
- 23/03/1914 : chef du  3e bureau du GQG
- 23/06/1915 : deuxième aide major général du théâtre des opérations du Nord et du Nord-Est
- 05/08/1915 : premier aide major général du théâtre des opérations du Nord et du Nord-Est puis, le 02/12/1915, premier aide major général des armées françaises
- 28/01/1916 : commandant de la 11e brigade d'infanterie
- 30/04/1916 : commandant de la  6e division d'infanterie
- 20/12/1916 : major général des armées du Nord et du Nord-Est
- 01/05/1917 : commandant du  21e corps d'armée
- 01/09/1917 : commandant du  4e corps d'armée
- 28/12/1918 : major général de l'Armée.
- 27/01/1920 : en disponibilité.
- 20/04/1920 : commandant du  9e corps d'armée
- 24/03/1922 : en disponibilité.
- 10/04/1922 - 26/09/1926 : commandant du  17e corps d'armée